# Cytochrom bc1 komplex

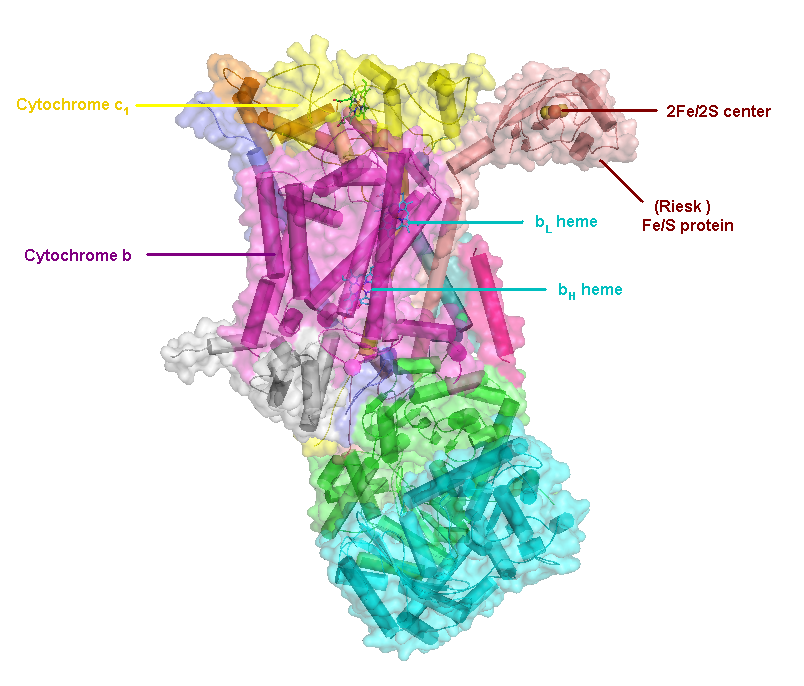
Struktura komplexu III

Animace komplexu III, dobře patrná jsou různá redoxní centra (hemy a FeS cluster) - animaci je třeba otevřít v samostatném okně

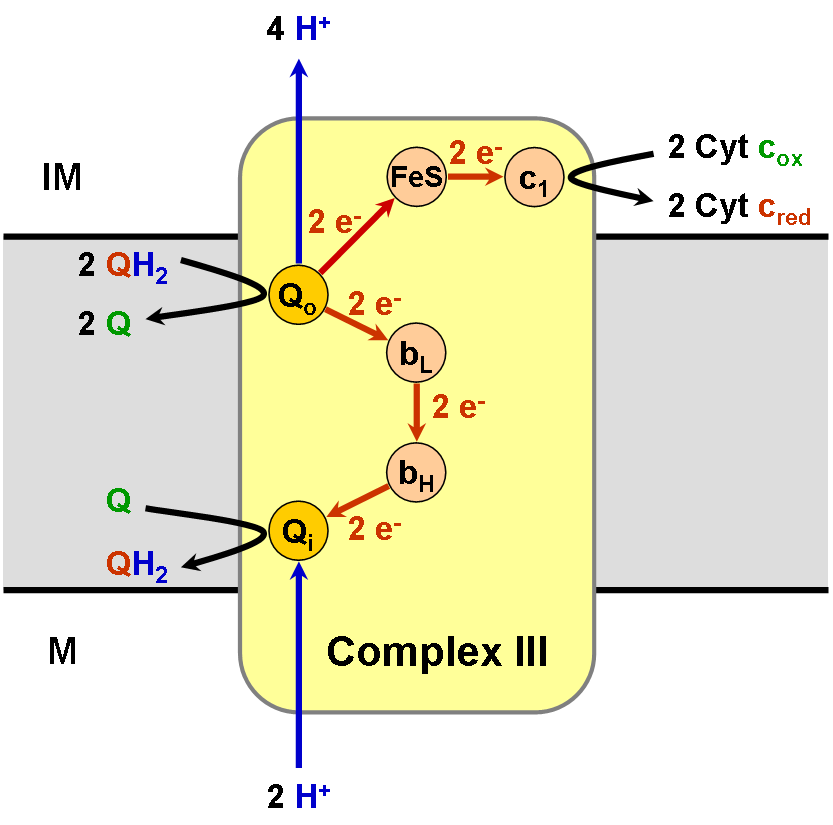
Q-cyklus - schéma oxidoredukčních přenosů v komplexu III

Cytochrom bc1 komplex (též komplex III, kód EC 7.1.1.8, před zavedením 7 třídy enzymů - translokas v roce 2018 EC 1.10.2.2) je velký enzymatický komplex na vnitřní mitochondriální membráně eukaryotických buněk (příp. v jednodušším provedení i na plazmatické membráně některých bakterií). Je to jeden z článků tzv. dýchacího řetězce a podílí se tedy na vytváření protonového gradientu napříč membránou, jenž umožňuje následně syntézu ATP. Pracuje přitom jako ubichinol:cytochrom c oxidoreduktáza, tedy oxiduje ubichinol (koenzym Q) a redukuje cytochrom c.

## Stavba

### Eukaryotický komplex III
Eukaryotický cytochrom bc1 je multiproteinový komplex uložený ve vnitřní mitochondriální membráně. U člověka obsahuje 11 různých polypeptidů, z nich jen cytochrom b je kódován v mtDNA a vyráběn přímo v mitochondriích. V komplexu se nachází čtyři redoxní centra, cytochrom b562, cytochrom b566, cytochrom c1 a konečně tzv. Rieskeho protein (obsahující FeS centrum Fe2-S2).
Z krystalografické analýzy je známo, že komplex III je symetrický dimer složený z dvou totožných oligomerických podjednotek, každý s 11 různými podjednotkami. Přitom platí, že Rieskeho protein je umístěn přibližně na pomezí mezi cytochromem c1 a cytochromem b.

### Bakteriální cytochrom bc1 komplexy
Také bakterie mají cytochrom bc1 komplexy, který má velmi podobnou funkci, jako tomu je u eukaryot. Obvykle jsou však bakteriální komplexy mnohem menší a někdy obsahují pouhé tři podjednotky – cytochrom b, cytochrom c a Rieskeho protein.

## Funkce
Komplex III je velice důležitou složkou elektronových transportních řetězců. Pracuje obvykle jako křižovatka, k níž směřují elektrony z celé řady dehydrogenáz (jako je např. NADH dehydrogenáza – komplex I, nebo sukcinát dehydrogenáza – komplex II). U eukaryot hraje velice výlučnou roli - neexistuje u nich jiný způsob, jak v dýchacím řetězci oxidovat ubichinol. Celá řada bakterií se však obejde bez cytochrom bc1 komplexu.
Byl vytvořen model funkce eukaryotického komplexu III. Souhrnně se dá řada enzymatických reakcí na komplexu III zapsat rovnicí:
QH2 + 2 cyt c1(oxid.) + 2H+N —> Q + 2 cyt c1 (reduk.) + 4H+P

## Farmakologie
Inhibitorem komplexu III jsou různé analogy ubichinonu, resp. deriváty hydrochinonu. Vážou se na komplex a blokují jeho funkci. Používají se někdy jako složky léčiv proti houbovým (Pneumocystis) a parazitickým (malárie) onemocněním. Výhodou takových léků je skutečnost, že nezabíjí bakterie (přítomné ve střevní mikroflóře), jelikož ty obvykle zvládají oxidovat ubichinol i jinými způsoby.